# La Michetonneuse
Pour plus de détails, voir Fiche technique et Distribution.
La Michetonneuse est un film français écrit par le journaliste François Jouffa et réalisé par Francis Leroi en été 1970 et sorti en 1972.

## Synopsis
À 18 ans, Justine, éprise d'absolu et de liberté, quitte sa famille bourgeoise et abandonne ses études de la fac de Nanterre pour chercher du travail. Ses différents jobs ne lui conviennent pas, elle refuse d'être exploitée. Après avoir traversé le monde de la nuit du Saint-Germain-des-Près post soixante-huitard, notamment la faune de l'Alcazar et du Rock & Roll Circus, discothèque fréquentée par les rock stars de l'époque, après avoir cohabité avec une chanteuse transsexuelle et vécu le festival géant interdit de pop music d'Aix-en-Provence, elle finit par se prostituer.
Adapté d'une enquête du mensuel Bande à Part (dirigé par François Jouffa), chroniqué positivement dans Le Monde (par Martin Even), La Michetonneuse fut à l'affiche d'une salle parisienne (Les 3 Luxembourg, au Quartier Latin) pendant trois mois. 
La Bonzesse, film produit par Francis Leroi et la Warner et réalisé en 1973 par François Jouffa à Paris et à Ceylan, est une sorte de suite à La Michetonneuse et comporte de nombreuses références à ce film (certains des dialogues des mêmes jeunes acteurs, citation de Schopenhauer, etc.).

## Fiche technique
- Titre : La Michetonneuse
- Réalisation : Francis Leroi
- Scénario et dialogues : Francis Leroi, François Jouffa
- Directeur de la photographie : Michel Bazille, Patrice Wyers
- Musique : Pierrot Fanen (avec les musiciens du groupe Zoo)
- Montage : Annabel Le Doeuff
- Société de production : Unité Un
- Pays :  France
- Langue : français
- Genre :érotique
- Durée : 90 minutes
- Date de sortie : 2 août 1972

## Distribution
- Christine Leuk : Justine, l'étudiante michetonneuse
- Valérie Wilson : Valérie, chanteuse trans de l'Alcazar
- Daniel Bellus : Daniel, fiancé de Justine
- Louis Arbessier : père de Justine
- Bernard Tixier : professeur et puis micheton
- Anouk Ferjac : mère de Daniel
- Nadine Bernett : groupie du Rock and Roll Circus et du festival pop d'Aix-en-Provence
- Anne Sand : Juliette, sœur aînée de Justine
- Manuela Gourary (Manuela Guite) : Hélène, étudiante michetonneuse puis chef de pub
- Jacqueline Chauvaud : vendeuse
- Evane Hanska : boulangère puis prostituée
- François Jouffa, Jean-Pierre Gambert, Jacques Hébert, Richard Erman : eux-mêmes, ex Bande du Drugstore.